# Odiham
Koordinaten: 51° 15′ N, 0° 56′ W
Odiham ist eine englische Kleinstadt mit 4406 Einwohnern im Hart District in Hampshire in der Region South East England.

## Geografie

### Lage
Odiham liegt 65 km westlich von London und 60 km nordöstlich von Portsmouth. Bis zum südlich gelegenen Ärmelkanal, der die Nordsee mit dem Atlantischen Ozean verbindet, sind es ca. 50 km.

## Sehenswürdigkeiten

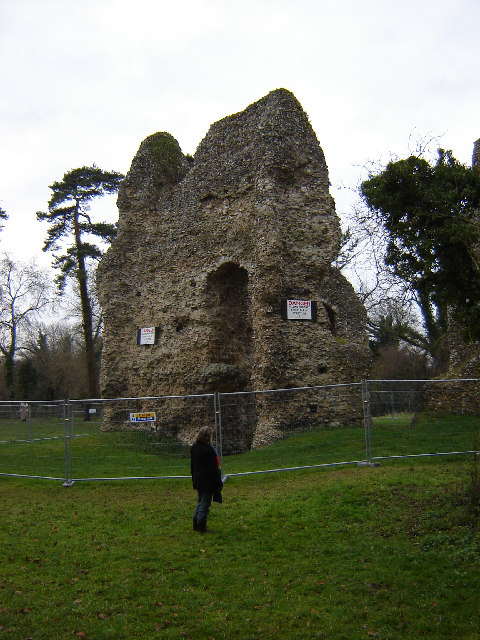
Die Ruine von Odiham Castle

- Ruine von Odiham Castle. Odiham Castle wurde in den Jahren 1207 bis 1214 erbaut. 1605 wurde es als Ruine beschrieben – und ist es bis heute geblieben.

## Einrichtungen
Im südlichen Gemeindebereich liegt der Luftwaffenstützpunkt RAF Odiham, auf dem Transporthubschrauber-Staffeln stationiert sind.

## Partnerstädte
Odiham ist Partnerstadt zur französischen Stadt Sourdeval.

## Persönlichkeiten
- Thomas Burgess (1756–1837), Autor und Philosoph
- Louis Foster (* 2003), Automobilrennfahrer